# Carla Nouwen
Carla Nouwen (* 29. November 1986 in Deurne, Nordbrabant) ist eine niederländische Tischtennisspielerin. Sie gewann bis zum Juli 2019 vier nationale Titel und wurde mit der niederländischen Mannschaft zweimal Europameister.

## Werdegang
Die Linkshänderin Carla Nouwen wurde von 2003 bis 2014 viermal niederländische Meisterin: 2003 mit Linda Creemers und 2014 mit Nicky Zetsen im Doppel sowie 2005 und 2012 mit Barry Wijers im Mixed. Einen Einzeltitel konnte sie nicht erringen.
Von 2008 und 2009 gewann sie bei den Europameisterschaften Gold mit der niederländischen Damenmannschaft.
Carla Nouwen spielte zunächst beim niederländischen Verein TTV Koningslust, später bei Westa. Von 2006 bis 2008 war sie in Spanien beim Verein Fotoprix VIC aktiv, mit dem sie 2007 im Endspiel des ETTU Cups stand. Trainer war Peter Engel. Danach wurde sie von Weiß-Rot-Weiß Kleve für die 2. Bundesliga verpflichtet. Hier blieb sie bis 2012, kehrte dann in die Niederlande zum SKF Veenendaal zurück.